# Callitriche petriei
Callitriche petriei är en grobladsväxtart. Callitriche petriei ingår i släktet lånkar, och familjen grobladsväxter.

## Underarter
Arten delas in i följande underarter:
- C. p. chathamensis
- C. p. petriei